# 海上町 (瀬戸市)
海上町（かいしょちょう）は、愛知県瀬戸市山口連区の町名。丁番を持たない単独町名である。

## 地理
- 瀬戸市の南端に位置する[8]。西を屋戸町・若宮町、北を西山路町・山路町・東山路町・上山路町、東を豊田市広幡町、南を広久手町と隣接している[8]。
- 標高120〜230mの山林地帯[8]。

### 河川
- 赤津川[8] ： 町の西端、若宮町との町境付近を南流している。
- 篠田川（赤津川支流） ： 町の北部を西流し、町の北東端で赤津川に注ぎ込んでいる。途中に篠田砂防池がある。
- 海上川（赤津川支流） ： 町の南西端、広久手町との町境付近を北西に流れている。
- 北海上川（海上川支流） ： 町の中央部を西流し、町の南西端で海上川に注ぎ込んでいる。途中に海上砂防池がある。

- 篠田川
- 海上川（海上町内）
- 北海上川（海上町内）
- 北海上川と海上川の合流点[注釈 1]

### 学区
市立小・中学校に通う場合、学区は以下の通りとなる。また、公立高等学校に通う場合の学区は以下の通りとなる。
| 番・番地等 | 小学校               | 中学校             | 高等学校 |
| ---------- | -------------------- | ------------------ | -------- |
| 全域       | 瀬戸市立幡山東小学校 | 瀬戸市立幡山中学校 | 尾張学区 |

## 歴史

### 町名の由来
この地から縄文土器が出土していることから歴史は古く、猿投神社所蔵の古い地図によれば、猿投山の麓まで海で、現在の瀬戸市街地のほとんどが海であった。古書には海所として記されたものが多く見られ、海所が海上となり海上町と名付けられたといわれる。

### 沿革
- 1981年（昭和56年）3月31日 - 瀬戸市大字山口字海上の一部により、同市海上町として成立[2]。

## 世帯数と人口
2024年（令和6年）2月1日現在の世帯数と人口は以下の通りである。
| 町丁   | 世帯数 | 人口 |
| ------ | ------ | ---- |
| 海上町 | 4世帯  | 4人  |

### 人口の変遷
国勢調査による人口の推移
| 1995年（平成7年）  | 12人 | [ 12 ] |  |
| 2000年（平成12年） | 4人  | [ 13 ] |  |
| 2005年（平成17年） | 4人  | [ 14 ] |  |
| 2010年（平成22年） | 2人  | [ 15 ] |  |
| 2015年（平成27年） | 2人  | [ 16 ] |  |
| 2020年（令和2年）  | 2人  | [ 17 ] |  |

### 世帯数の変遷
国勢調査による世帯数の推移。
| 1995年（平成7年）  | 4世帯 | [ 12 ] |  |
| 2000年（平成12年） | 2世帯 | [ 13 ] |  |
| 2005年（平成17年） | 2世帯 | [ 14 ] |  |
| 2010年（平成22年） | 2世帯 | [ 15 ] |  |
| 2015年（平成27年） | 2世帯 | [ 16 ] |  |
| 2020年（令和2年）  | 2世帯 | [ 17 ] |  |

## 交通

### 鉄道
町内に鉄道は走っていない。最寄り駅は愛知環状鉄道・愛知環状鉄道線山口駅になる。

### バス
町内にバスは走っていない。最寄りのバス停は、瀬戸市コミュニティバス「上之山線」の山口駅バス停になる。

### 道路
町内に国道・県道は通っていない。

## 施設
- 海上の森 ： 瀬戸市海上町を中心に上之山町、屋戸町、吉野町、広久手町にかけての地にある約600haの里山と森林、公園。海上町内には、入口駐車スペース・里山サテライト（愛称：かたりべの家）・海上砂防池・篠田砂防池・物見山[8]などがある。

- 海上の森 入口駐車スペース
- 里山サテライト
- 海上砂防池[注釈 2]
- 篠田砂防池

## その他

### 日本郵便
- 郵便番号 : 489-0855[6]（集配局：瀬戸郵便局[18]）。